# Mehret Mandefro
Mehret Mandefro es una productora de cine y televisión, escritora, médica y antropóloga etíope-estadounidense. Es la líder del grupo de Indaba Africa, cofundadora del Realness Institute, cofundadora de Truth Aid Media y miembro de la junta de asesores del Harvest Fund. También recibió la beca Paul & Daisy Soros Fellowships for New Americans (2001) y en 2007 fue una de las 41 panelistas distinguidas de New American. En 2016, la Carnegie Corporation de Nueva York la honró como una de las grandes inmigrantes de Estados Unidos.

## Biografía
Mandefro nació en Adís Abeba, Etiopía en 1977 y creció en Alexandria, Virginia, EE. UU. Es hija de Tsedale K. Mandefro y Ayalew Mandefro, ministro de Defensa de Etiopía. Su familia escapó a los Estados Unidos después de la llegada del régimen comunista de Etiopía, que intentó asesinar a su padre. Asistió a la Escuela Secundaria Thomas Jefferson de Ciencia y Tecnología y completó sus títulos de licenciatura y posgrado en medicina en la Universidad de Harvard. También obtuvo una maestría en Salud Pública Global en la Escuela de Higiene y Medicina Tropical de Londres como becaria Fulbright. Completó el Programa de Becas de Salud y Sociedad de la Fundación Robert Wood Johnson en la Universidad de Pensilvania con un enfoque en los determinantes sociales de la salud y luego realizó un doctorado en antropología cultural en las Universidad del Temple, donde completó una disertación sobre la formación de la política de salud estadounidense en el gobierno federal. Luego se capacitó en medicina interna de atención primaria en el Centro Médico Montefiore y en la Escuela de Medicina Albert Einstein, donde realizó investigaciones sobre las disparidades del VIH entre las mujeres negras.
También fue miembro de la Casa Blanca en la administración Obama.

## Carrera profesional
En marzo de 2014, fue una de las mujeres honradas en la celebración del Día Internacional de la Mujer en la ciudad de Nueva York, por WomenWerk. También en 2014, coprodujo la película Difret, dirigida por Zeresenay Berhane Mehari.
Fue coproductora ejecutiva de la película de 2019 dirigida por Zeresenay Berhane titulada Sweetness in the Belly. Ese mismo año, el documental que codirigió y coprodujo, "The Loving Generation", fue nominado para un premio Webby People's Voice. The Loving Generation fue oficialmente confirmada para su estreno internacional en el Festival Internacional de Cine de Toronto (TIFF).
En el Festival de Cine de Cannes 2019 celebrado en el Palais Des Festivals, Cannes, Francia, aconsejó a los cineastas africanos que construyan asociaciones estratégicas colaborando entre sí, y señaló que otros países africanos pueden aprender de Nollywood para mejorar sus industrias cinematográficas.
Junto al director de cine Abraham Gezahagne, en febrero de 2020 representó a Etiopía en el Berlinale África Hub, donde presentó las oportunidades disponibles y desafíos que enfrenta la industria del cine y televisión en el país.
Junto a Alicia Keys, Lacey Schwartz Delgado, Elliott Halpern y Elizabeth Trojian, fue productora ejecutiva del documental How It Feels To Be Free, basado en el libro de Ruth Feldstein How It Feels To Be Free: Black Women Entertainers and the Civil Rights Movement, dirigido por Yoruba Richen y programado a estrenarse en invierno de 2021 por PBS y WNET.

## Filmografía
| Año  | Título                  | Rol                       | Tipo       | Ref.          |
| ---- | ----------------------- | ------------------------- | ---------- | ------------- |
| 2021 | How It Feels To Be Free | Coproductora ejecutiva    | Documental |               |
| 2019 | The Loving Generation   | Codirectora, coproductora | Documental |               |
| 2019 | Sweetness in the Belly  | Coproductora ejecutiva    | Drama      |               |
| 2017 | Little White Lie        | Productora/escritora      | Documental | [ 26 ] [ 27 ] |
| 2014 | Difret                  | Productora                | Drama      |               |